# Пеллегринетти, Эрменеджильдо
Эрменеджильдо Пеллегринетти (итал. Ermenegildo Pellegrinetti; 27 марта 1876, Камайоре, королевство Италия — 29 марта 1943, Рим, королевство Италия) — итальянский куриальный кардинал и ватиканский дипломат. Титулярный архиепископ Аданы с 24 мая 1922 по 13 декабря 1937. Апостольский нунций в Югославии с 29 мая 1922 по 13 декабря 1937. Кардинал-священник с 13 декабря 1937, с титулом церкви Сан-Лоренцо-ин-Панисперна с 16 декабря 1937.